# Робинсон, Дуглас
Дуглас Робинсон (фр. Douglas Robinson; 12 августа 1864, Плимут, Британские заморские территории — 19 января 1937, Лондон) — французский крикетист, серебряный призёр летних Олимпийских игр 1900. Сын губернатора Южной Австралии Уильяма Робинсона.
На Играх участвовал в единственном крикетном матче Франции против Великобритании, который его команда проиграла, и Робинсон получил серебряную медаль. За игру он не получил ни одного очка.